# Parafia św. Jana Pawła II w Pszczynie
Parafia świętego Jana Pawła II – rzymskokatolicka parafia znajdująca się w Pszczynie. Parafia należy do dekanatu Pszczyna. Jest to pierwsza parafia pod tym wezwaniem w archidiecezji katowickiej.